# Sommersdorf (Saxônia-Anhalt)
Sommersdorf é um município da Alemanha, situado no distrito de Börde, no estado de Saxônia-Anhalt. Tem 29,31 km² de área, e sua população em 2019 foi estimada em 1.394 habitantes.